# Condado de Livingston (Illinois)
O Condado de Livingston é um dos 102 condados do Estado americano de Illinois. A sede do condado é Pontiac, e sua maior cidade é Pontiac. O condado possui uma área de 2 708 km² (dos quais 4 km² estão cobertos por água), uma população de 39 678 habitantes, e uma densidade populacional de 15 hab/km² (segundo o censo nacional de 2000). O condado foi fundado em 27 de fevereiro de 1837.